# Diarrhena japonica
Diarrhena japonica är en gräsart som beskrevs av Adrien René Franchet och Paul Amédée Ludovic Savatier. Diarrhena japonica ingår i släktet Diarrhena och familjen gräs. Inga underarter finns listade i Catalogue of Life.